# Amblyseius collinellus
Amblyseius collinellus är en spindeldjursart som beskrevs av Athias-Henriot 1966. Amblyseius collinellus ingår i släktet Amblyseius och familjen Phytoseiidae. Inga underarter finns listade i Catalogue of Life.